# Parque nacional Pali Aike
El Parque Nacional Pali-Aike es un área protegida en la Comuna de San Gregorio, Provincia de Magallanes, Región de Magallanes y de la Antártica Chilena, que cubre la parte chilena del campo volcánico Pali Aike. Es frecuentado principalmente por vulcanólogos, geofísicos, arqueólogos y por quienes gustan del trekking o quieren recorrer sus alturas. Esto se debe a que una de sus mayores atracciones es que gran parte de sus terrenos están cubiertos por lava basáltica, lo que determina sus características geológicas y la vida que en él se desarrolló.

## Toponimia
Proviene de la cultura Aónikenk que significa Lugar Desolado de los Malos espíritus.

## Historia
Pali-Aike es una área del Pleistoceno u Holoceno en los límites chileno-argentino, a unos 150 km noroeste de Punta Arenas. Estos campos volcánicos comprenden de maars llenos por lagos, conos con escoria basalto y derrames de lava.  Es el campo más septentrional en la Patagonia.
Junius Bouton Bird, en los años 30, encuentra un tipo de proyectil, que posteriormente es considerado de 8.000 años de antigüedad en las cuevas de Fell y Pali Aike, ambas dentro del parque,

## Flora
La vegetación se ubica, principalmente, en el territorio de la estepa fría o patagónica, en su sección más árida. Esto, debido a los extensos derrames de lava sobre los suelos y a las precipitaciones no superiores a los 300 mm anuales. Las especies vegetales características son aquellas asociadas a las formaciones de coirón. Entre los arbustos pueden encontrarse el calafate, mata negra y, en menor cantidad, el brecillo, también conocido como murtilla.

## Fauna
El guanaco es el mamífero con mayor presencia dentro del parque y si bien no se encuentra en estado de vulnerabilidad, existen reglamentos que protegen su supervivencia. Este animal también convive con otros, como armadillos, zorros grises, ratones y murciélagos. Además, con aves entre las que se destacan queltehues, bandurrias y ñandúes, y ocasionalmente con pequeños reptiles como la Liolaemus magellanicus, entre otras.

## Atractivos
- Cueva de Pali-Aike: cueva declarada Monumento Nacional y donde se ha encontrado evidencia de uno de los poblamientos más antiguos de Magallanes.

- Campo de Conos y Lavas Basálticas: paisaje que predomina en el parque y que se asemeja al paisaje lunar.

- Laguna Ana: lugar donde se concentra la fauna del parque.

- Cráter Morada del Diablo: cráter de un muy antiguo volcán.

## Vías de acceso
- Terrestre: desde Punta Arenas por Ruta 255, pavimentada, que va al Paso Monte Aymond, en el km 168 tomar desvío a Punta Delgada (Villa O'Higgins). Desde este punto son 26 km hasta el parque.

Desde el Complejo Fronterizo Monte Aymond, km 196 de la Ruta 225, se puede llegar solo en vehículos 4x4 internándose 15 km al noroeste.

## Galería de imágenes

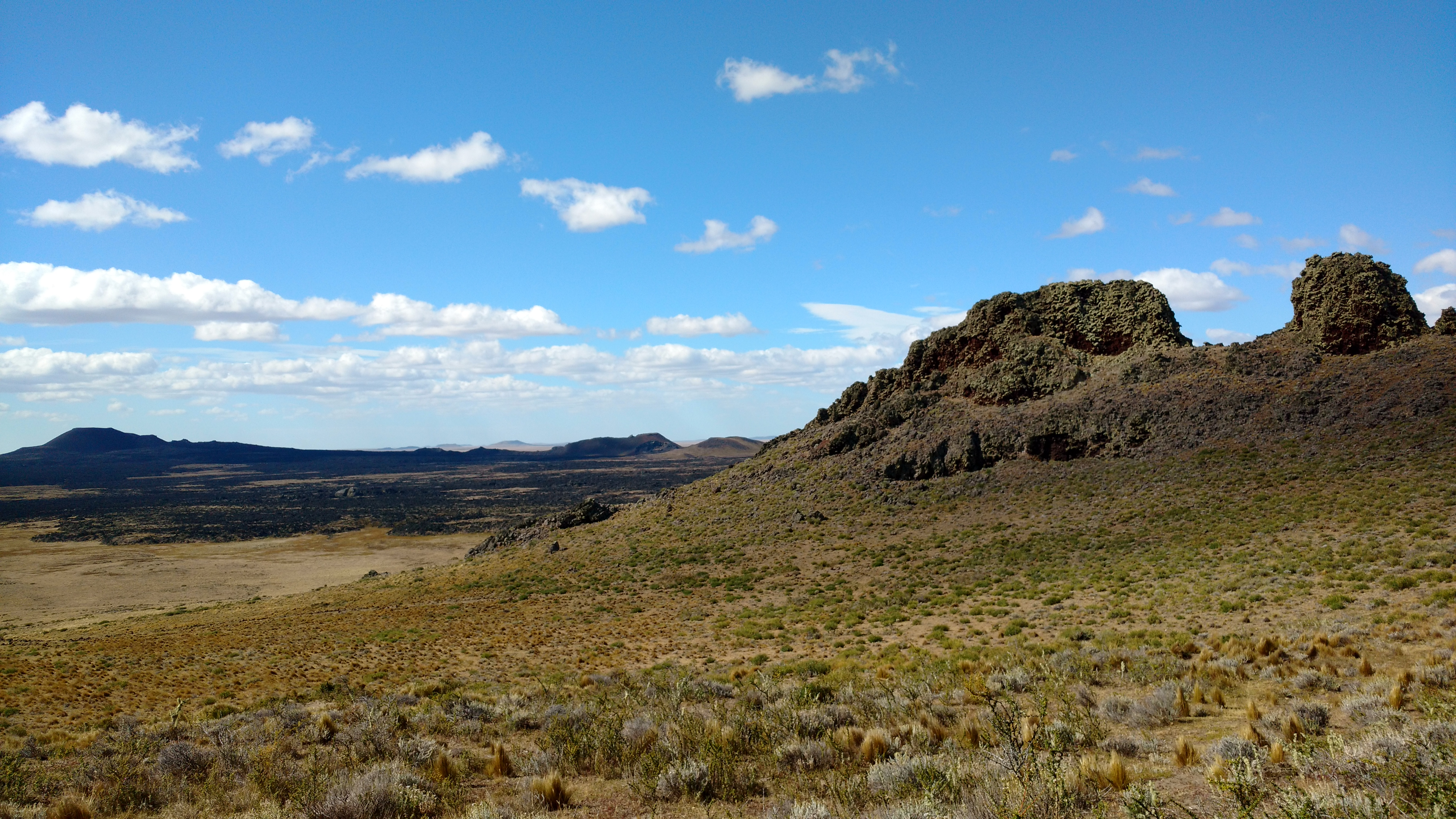
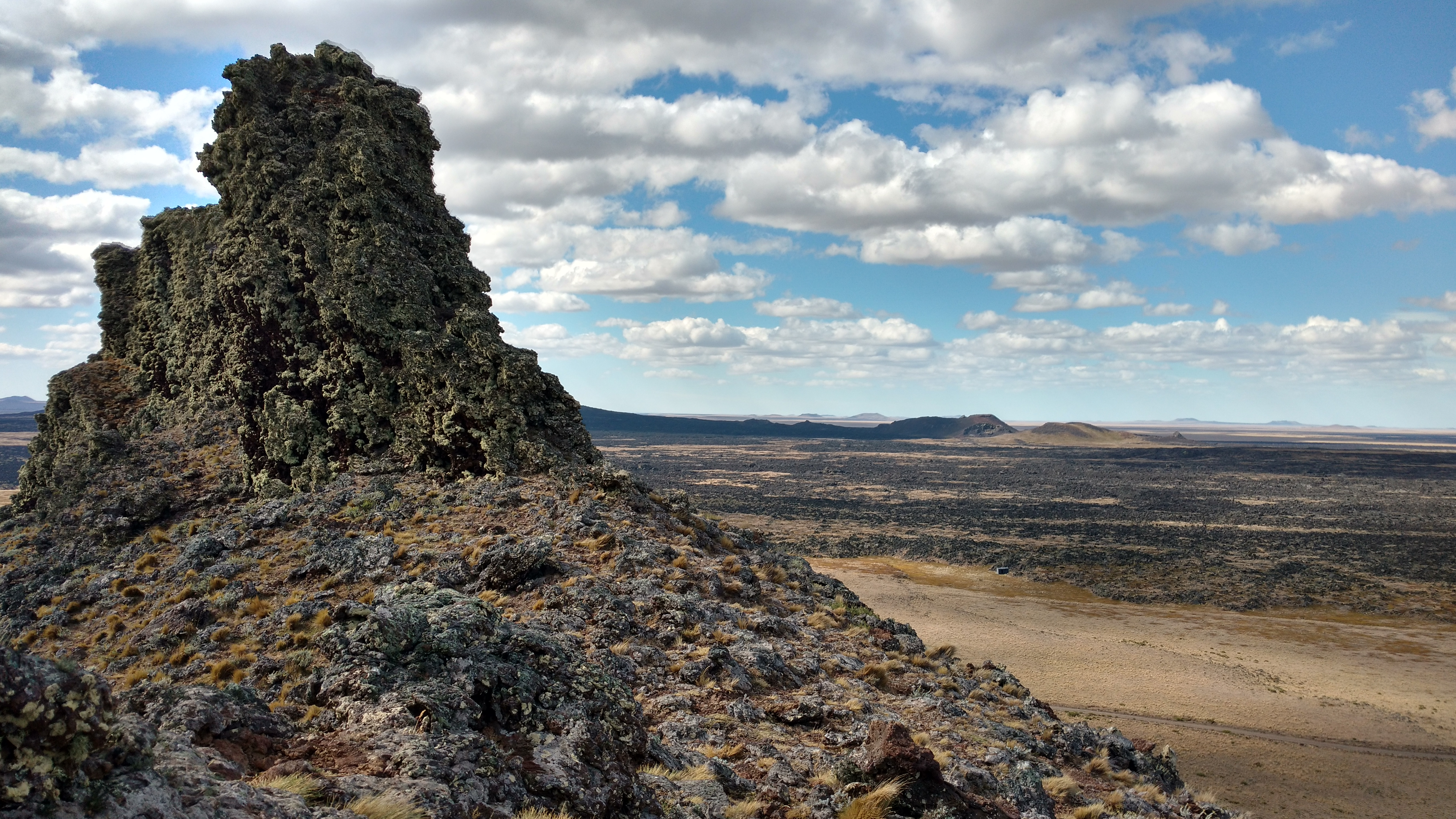
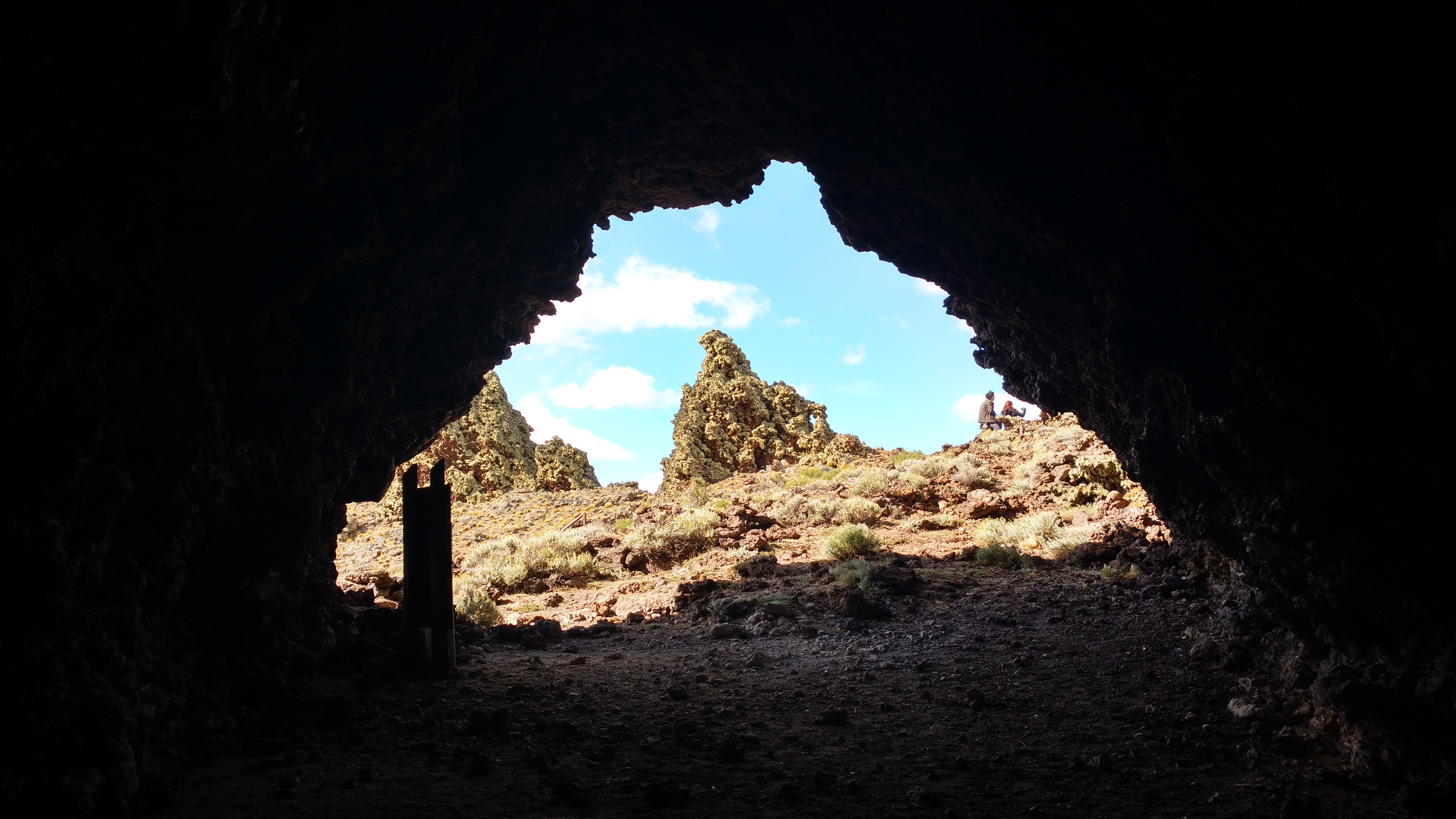
Cueva Pali Aike
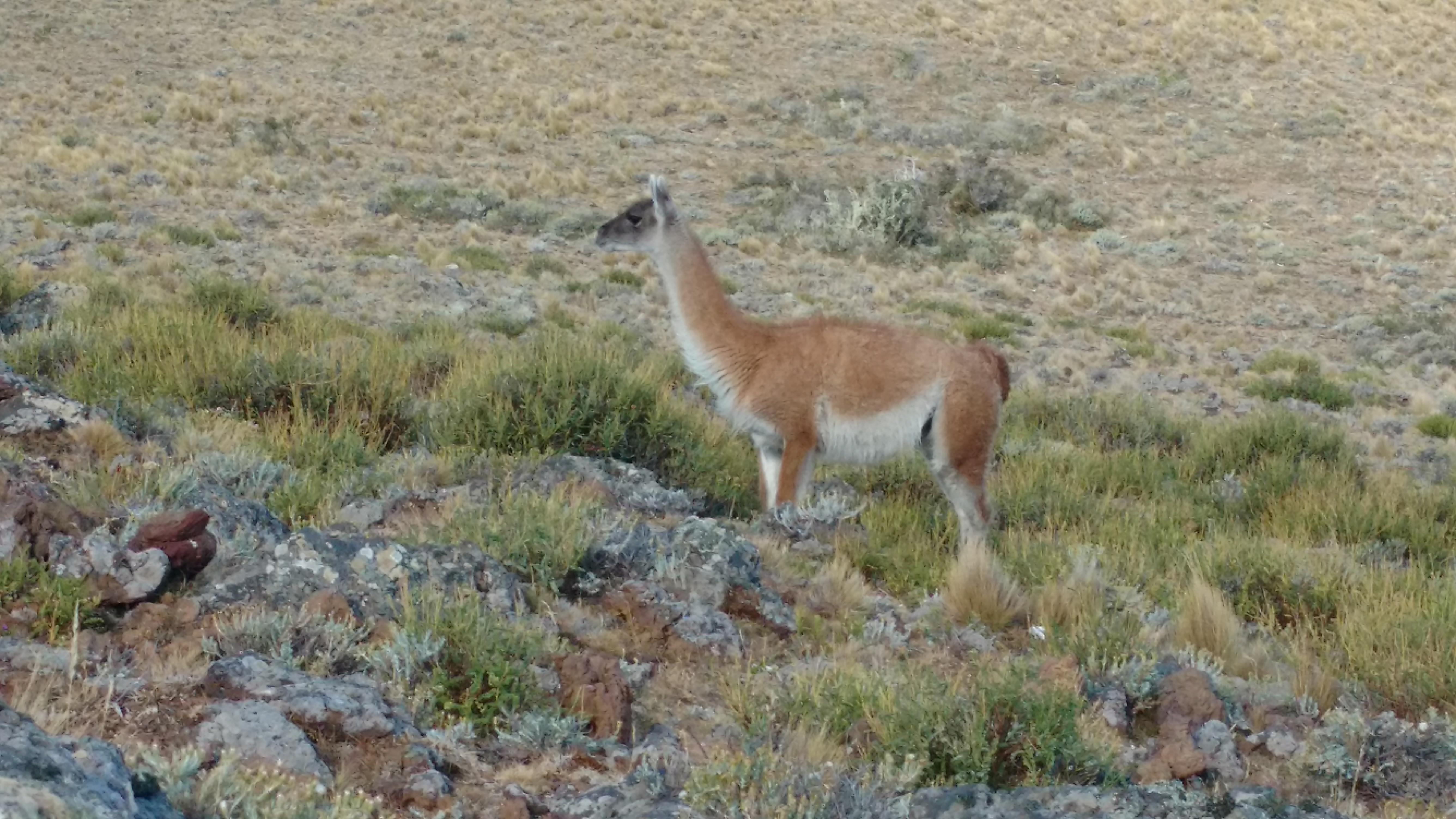
Guanaco dentro del Parque

## Visitantes
Este parque recibe una reducida cantidad de visitantes chilenos y extranjeros cada año.
| Año         | 2012  | 2013  | 2014  | 2015  | 2016  | 2017  | 2018  | 2019  | 2020  | 2021  | 2022  | 2023  | 2024  |
| ----------- | ----- | ----- | ----- | ----- | ----- | ----- | ----- | ----- | ----- | ----- | ----- | ----- | ----- |
| Chilenos    | 934   | 1.168 | 1.154 | 1.333 | 1.486 | 1.956 | 1.525 | 2.286 | 1.611 | 1.642 | 2.466 | 2.043 | 2.033 |
| Extranjeros | 561   | 659   | 782   | 936   | 1.051 | 1.194 | 1.010 | 1.549 | 840   | 42    | 474   | 763   | 1.241 |
| Total       | 1.495 | 1.827 | 1.936 | 2.269 | 2.537 | 3.150 | 2.535 | 3.835 | 2.451 | 1.684 | 2.940 | 2.806 | 3.274 |